# 国际食物政策研究所
国际食物政策研究所（英文简称IFPRI）是一个国际性的农业研究机构。IFPRI的研究范围广泛并围绕一个宗旨，即为消除饥饿和减少贫困寻求持久可行的方案。IFPRI的研究重点是在发展中国家和发达国家的主要利益方共同磋商后形成的。研究优先关注那些能够对穷人产生最大积极影响的紧迫的食物政策问题。
多元化、跨学科的方法使我们可以基于实证研究而深入了解并制定食物政策，推动农业科技创新。此外，IFPRI更进一步关注发展农业与农村对国家经济建设、减少贫困的重要意义。
IFPRI总部位于美国首都华盛顿。IFPRI在发展中国家的工作非常广泛，在非洲及亚洲地区设有三个区域办事处及多个国家项目办事处。这些办事处既方便当地利益相关者了解接触IFPRI，也使得IFPRI的项目更好地满足各个地区和国家的需要。通过与其研究对象和合作机构的近距离接触，IFPRI进一步提高了实地工作的效率。
IFPRI是国际农业研究磋商组织（页面存档备份，存于）（CGIAR）的成员之一。IFPRI的资金来源广泛，同时它也是国际农业研究咨询团的成员，该组织得到了来自60多个发达国家和发展中国家、私人基金会、双边及多边援助机构的资助和支持。

## 研究领域
食物政策是由不同公共实体制定的，一系列影响食物生产、分配和消费的决策的总和。
IFPRI的研究人员对食物政策和其他影响农业以及粮食产出的政策进行评估，这些食物政策研究结果为政策制定者提供制定最佳政策的参考，涉及食物可获得性、销售渠道、购买能力及食物用途等多方面。

### 政府管理
良好的政府管理是公认的根除贫困、促进发展、确保粮食安全的重要因素。减少饥饿、改进农业基础设施和服务需要一系列相关政策和制度，但是国家管治弱化、管理不善与腐败会对这些政策和制度产生消极影响。由于小农户通常缺乏政治渠道表达意愿，管理不善对他们造成的不利影响尤为明显。治理研究的重点正是基于实证的经济政策和政治意愿如何促进农业及农村发展，造福于贫困人口。IFPRI研究人员为政策制定者提供多方面的信息，内容涵盖了从自然灾害预防到对贫困人口的现金资助计划的各个方面。

### 饮食质量和健康
饥饿的定义不仅包括食物数量，也包括食物质量。食物单一会造成人体必需的微量元素的缺乏，如铁和维他命A。婴幼儿时期营养不良将对人的健康状况、劳动能力以及就业潜力造成终身伤害。IFPRI的研究旨在提高贫困环境下妇幼人口的饮食质量、营养状况及健康水平，特别关注从妊娠开始至幼儿两周岁生日这1000天的“机遇之窗”。

### 市场
研究显示农业增长对减少贫困的贡献是非农业部门的两倍，但是农业增长一直受到政策、制度以及市场失灵的制约，其结果是贫困人口农产品销售收入减少，购买食物的支出却反而增加。小农户面临巨大的挑战，但是他们有巨大的潜力为全世界提供粮食。IFPRI提供扎实创新性研究，以政府政策为中心，促进制度完善，旨在提高市场效率、为生产者及消费者降低交易成本、解决价值链中的瓶颈，帮助小农户更好地进入市场。

### 环境
当今世界，资源紧缺日益严重。IFPRI的研究旨在进行地方能力建设、确定适当政策、制定各项长期战略从而提高农业生产水平（特别是通过增产技术）；促进适应全球变化；降低能源强度——同时保护自然资源，减少饥饿与贫困，提高农村地区生活水平，增加农村贫困人口收入。

## 研究成果和出版物
IFPRI的主要研究成果包括出版物、数据集和各类知识产品。出版物是IFPRI作为一个国际研究机构的工作核心。IFPRI主要的出版物为国家和国际机构制定食物政策，与寻求有效的解决方案提供了依据和信息。
IFPRI的主要出版物包括《国际粮食政策报告（页面存档备份，存于）》 (Global Food Policy Report)，《洞察（页面存档备份，存于）》 (Insights Magazine),《全球饥饿指数报告》 (Global Hunger Index)。

## 从研究到影响

### 农业、营养与健康
贫困和农业生产技术对营养状况影响巨大，同时营养缺乏也会降低劳动能力，加剧贫困。尽管农业、营养及健康三者密切关联，但却通常被人们孤立地看待。IFPRI的研究拓宽人们对这三个领域间关系的理解，这帮助加强了这三者之间的合作，为更好的利用农业投资提供信息支持，实现食物及营养安全，解决世界贫困人口的健康问题。

### 粮食安全
在关于全球粮食安全的研讨中，IFPRI的研究处于领先地位并为之提供信息支持，在近期粮食价格危机期间发挥的作用尤为显著。从生物燃料在价格危机中扮演的角色，到实体及虚拟粮食储备的争论，再到贸易协议的影响，IFPRI的研究及时为政策制定者提供所需的信息。IFPRI新近推出的预防粮食价格过度波动的早期预警系统可以在主要农作物价格产生过度波动时，为政策制定者及人道主义机构提供警示。

### 非洲农业
非洲农业发展综合计划（CAADP）是非洲国家农业发展的指导性文件。它通过振兴农业和发展农村促进经济增长、减少贫困、加强粮食安全。IFPRI帮助其完善CAADP日程；开展了国家级协作研究以支持计划的实施；建立了区域性战略及知识支持体系，促进了观察和对话。通过有效地吸引各级利益相关者的参与，IFPRI帮助提高了农业在非洲发展战略中的地位。

## IFPRI全球办事处
IFPRI总部位于美国首都华盛顿。IFPRI在发展中国家的工作非常广泛，在非洲及亚洲地区设有三个区域办事处及多个国家项目办事处。这些办事处既方便当地利益相关者了解接触IFPRI，也使得IFPRI的项目更好地满足各个地区和国家的需要。通过与其研究对象和合作机构的近距离接触，IFPRI进一步提高了实地工作的效率。

### 拉丁美洲及加勒比海地区
拉丁美洲及加勒比海地区的经济尽管有一定的增长，但它仍是农村发展挑战最多的重点地区，地理条件恶劣、土地使用权极不平等、收入严重不均等都制约着当地的经济发展。但是，该地区的结构性改革经验为世界其他地区提供了重要的学习机会。IFPRI在该区域的研究涉及宏观经济、贸易、气候变化、投资政策、市场准入、农业技术创新、贫困健康及营养等领域。

### 中西部非洲区
自20世纪90年代中期以来， 非洲国家经济持续复苏，但是经济复苏仍不足以弥补过去25年贫困、饥饿及营养不良造成的重大损失。设在塞内加尔首都达喀尔的中西部非洲办事处正在不断扩展IFPRI在该区的覆盖范围，持续开展扶贫工作，帮助这些国家实现稳定发展。该办事处将IFPRI的研究成果和服务提供给该地区，开展研究，进行能力建设，举行交流活动，支持该地区取得不断发展。

### 东南部非洲区
非洲东部和南部地区的许多人口急需解决粮食安全问题，减少贫困、提高生活水平。为帮助其满足这些需求，设在埃塞俄比亚首都亚的斯亚贝巴的东南部非洲办事处开展研究及能力建设活动，主题涵盖农业教育、健康与营养、社会保障和社会安全网等多个方面。该办事处强调通过监测、评价及影响评估，确定该区发展政策及项目的相关性。

### 亚洲区
南亚地区经济高速发展与严重的贫困、饥饿及营养不良并存。IFPRI设在印度首都新德里的亚洲办事处通过在关键领域开展研究项目及政策传播来应对这些挑战。这些关键领域包括以贫困人口为本的发展，复兴农业研究及技术传播，提高市场效率，有效管理土地及水资源缺乏及恶化问题，制定发展策略，发展农业以改善营养和健康，以及加强营养干预措施等。